# Зенкино (Кемеровская область)
Зе́нкино — посёлок в Мариинском районе Кемеровской области. Входит в состав Малопесчанского сельского поселения.

## География
Центральная часть населённого пункта расположена на высоте 125 метров над уровнем моря.

## Население
По данным Всероссийской переписи населения 2010 года, в посёлке Зенкино проживает 19 человек (6 мужчин, 13 женщины).